# カンパニア (小惑星)
カンパニア (377 Campania) は小惑星帯の大きな小惑星である。
フランスの天文学者、オーギュスト・シャルロワによってニースで発見され、イタリアのカンパニア州にちなんで命名された。